# Selenicereus grandiflorus
Espèce
Synonymes
- Cactus grandiflorus L.[1] [2]
- Cereus antoinii Pfeiff.[1]
- Cereus callicanthus (Rümpler) Woodson[1]
- Cereus grandiflorus (L.) Mill.[1] [2]
- Cereus grandiflorus (L.) P. Mill.[3]
- Cereus hondurensis K.Schum.[1]
- Cereus kunthianus Salm-Dyck[1]
- Cereus nycticalus Link[1]
- Cereus obtusus Pfeiff.[1]
- Cereus rosaceus Pfeiff.[1]
- Cereus uranos B.Schulz[1]
- Selenicereus grandiflorus subsp. hondurensis (K. Schum.) Ralf Bauer[1]
- Selenicereus kunthianus (hort. ex Salm-Dyck) Britton & Rose[1]
- Selenicereus macdonaldiae (Hook.) Britt. & Rose[3]

Statut de conservation UICN

 LC  : Préoccupation mineure
Selenicereus grandiflorus est une espèce de cactus du genre Selenicereus originaire des Antilles, du Mexique et d'Amérique centrale qui est appelé communément cactus vanille, ou reine de la nuit. Lorsque Carl von Linné le décrivit en 1753, c'était le cactus le plus grand de son époque. Depuis d'autres espèces de Selenicereus plus grandes ont été décrites.

## Description
Ce cactus grimpant possède de longues tiges jusqu'à 5 mètres de longueur d'un diamètre de 1 à 2,5 cm avec au moins sept côtes. Ses fleurs jaunâtres ont la particularité de ne fleurir qu'une nuit à la fin du printemps ou au début de l'été et blanchissent au fil des heures. Elles mesurent entre 17 et 22,5 cm de longueur dégageant une odeur ressemblant à celle de la vanille.
Ses fruits de forme ovale vont du rose au magenta et mesurent huit centimètres de longueur.

## Culture
Ce cactus ne supporte pas les températures en dessous de 5 °C. Cette plante épiphyte a besoin d'un compost contenant suffisamment d'humus dont l'humidité est maintenue en été. Il préfère le soleil. En Europe, des spécimens sont présentés au public au jardin botanique de Saint-Pétersbourg et à celui de Belgique (Jardin botanique de Meise).

## Sous-espèces
- Selenicereus grandiflorus subsp. grandiflorus
- Selenicereus grandiflorus subsp. lautneri Ralf Bauer

## Synonymes
Cereus jalapaensis Vaupel (1913)[5], Cereus paradisiacus Vaupel (1913)[6], Cereus roseanus Vaupel (1913)[7], Cereus hallensis Weing. ex Borg (1937, nom. inval. ICBN-Article 32.1c) et Cereus hallensis Weing. ex Borg (1951, nom. inval. ICBN-Article 36.1).

## Liste des variétés et sous-espèces
Selon Catalogue of Life (15 mars 2019) :
- sous-espèce Selenicereus grandiflorus subsp. donkelaarii
- sous-espèce Selenicereus grandiflorus subsp. grandiflorus
- sous-espèce Selenicereus grandiflorus subsp. hondurensis
- sous-espèce Selenicereus grandiflorus subsp. lautneri

Selon NCBI (15 mars 2019) :
- sous-espèce Selenicereus grandiflorus subsp. grandiflorus Selenicereus grandiflorus ssp. grandiflorus
- sous-espèce Selenicereus grandiflorus subsp. hondurensis (K.Schum. ex Weing.) Ralf Bauer, 2003
- sous-espèce Selenicereus grandiflorus subsp. lautneri Ralf Bauer, 2003

Selon The Plant List (15 mars 2019) :
- variété Selenicereus grandiflorus var. affinis (Salm-Dyck) Borg
- variété Selenicereus grandiflorus var. irradians (Lem.) Borg
- variété Selenicereus grandiflorus var. ophites (Lem.) Borg
- variété Selenicereus grandiflorus var. uranus (Riccob.) Borg

Selon Tropicos (15 mars 2019) (Attention liste brute contenant possiblement des synonymes) :
- sous-espèce Selenicereus grandiflorus subsp. donkelaarii (Salm-Dyck) Ralf Bauer
- sous-espèce Selenicereus grandiflorus subsp. grandiflorus
- sous-espèce Selenicereus grandiflorus subsp. hondurensis (K. Schum. ex Weing.) Ralf Bauer
- sous-espèce Selenicereus grandiflorus subsp. lautneri Ralf Bauer
- variété Selenicereus grandiflorus var. affinis (Salm-Dyck) Borg
- variété Selenicereus grandiflorus var. barbadensis Engelm. ex Borg
- variété Selenicereus grandiflorus var. grandiflorus
- variété Selenicereus grandiflorus var. irradians (Lem.) Borg
- variété Selenicereus grandiflorus var. ophites (Lem.) Borg
- variété Selenicereus grandiflorus var. telli Borg
- variété Selenicereus grandiflorus var. uranus (Riccob.) Borg